# Nicolau Battestini i Galup
Nicolau Battestini i Galup (Barcelona, 28 de juny de 1895 - Barcelona, 29 d'octubre de 1981) fou un metge i polític català.

## Biografia

### Infància i joventut (1895-1917).
Els orígens familiars de Nicolau Battestini i Galup són múltiples. Per la línia paterna, els dos avis exercien de mestres a Puerto Rico. L'avi, originari de Còrsega, s'havia hagut d'exiliar a l'illa. Un dels fills de la parella fou Nicolás Battestini Borràs, pare del biografiat. Nicolás inicià la carrera de Medicina, però arran de la seva participació en uns aldarulls estudiantils, hagué de marxar de l'illa. Establert a Barcelona, treballà d'escrivent als Jutjats. Per la línia materna, l'avi era un mariner polonès a qui un temporal feu naufragar a les costes de Calella. Casat i establert en aquest municipi del Maresme, desaparegué en un altre temporal. L'única filla, Josepa Galup i Serra, mare del biografiat, es traslladà a Barcelona, a la recerca de treball.
Nicolás i Josepa, casats i instal·lats al Poble Sec, de Barcelona, tingueren tres fills: Isabel, Rafael i Nicolau. Val a dir que en les fonts d'arxiu la data exacta de naixement de Nicolau balla alguns dies, però que la família la fixa en el 28 de juny de 1895, a Barcelona.
El pare parlava el català amb dificultat, però els fills el tingueren ja com a llengua pròpia. Nicolau, el germà petit, feu els seus primers estudis en una escola del barri i el batxillerat a l'Institut de la ciutat.
El 1911 ingressà a la Universitat de Barcelona per a estudiar Medicina, una carrera que prèviament ja havia seguit el seu germà Rafael i de la qual n'obtingué la llicenciatura el 1917. En la seva promoció de 1911-17, coincidí amb Salvador Armendares i Torrent, Lluís Barraquer i Ferré i Santiago Dexeus i Font, entre d'altres. Estigué adscrit al Laboratori que dirigia August Pi i Sunyer, convertint-se, per concurs oposició, en intern dels departaments de Cirurgia, Radiologia, Anatomia i Fisiologia.
Igual que el seu germà, combinà els estudis amb el treball a l'Hospital de la Santa Creu i Sant Pau, del qual era alumne intern per oposició, i fou membre actiu de l'Acadèmia Laboratori de Ciències Mèdiques de Catalunya i Balears.

### El jove metge (1918-1931)
Ja com a jove metge, aprovà les oposicions per al cos mèdic municipal de Barcelona i treballà a l'Hospital de la Santa Creu i Sant Pau, al Servei de Medicina General, que dirigia el doctor Pere Esquerdo, i al Servei d'Aparell Digestiu, dirigit pel doctor Francesc Gallart. Coneixedor d'altres llengües, com el francès, l'alemany i l'anglès, el 1923 viatjà per Europa i feu un curs d'ampliació d'estudis a Berlín. El 1925 obrí la seva consulta privada al carrer Villarroel i passà a exercir simultàniament la medicina privada i la pública.
Tingué un paper destacat en l'associacionisme professional. Va ser un dels fundadors del Sindicat de Metges de Catalunya (1920) i membre actiu als anys següents. Ocupà diversos càrrecs en la junta directiva de l'Acadèmia Laboratori de Ciències Mèdiques de Catalunya i Balears i fou redactor en cap de la seva revista, els Annals de Ciències Mèdiques (1923-25). El 1925 va ser fundador de la revista Ars Medica, que dirigí (1926-32). Fou també vocal de la Junta del Col·legi de Metges de Barcelona (1929-1931).
En l'àmbit més personal, el 1926 es casà amb Dolors Pons i Sala, membre d'una família benestant de Sant Gervasi, amb qui tingué dos fills: Nicolau i Rafael. El seu germà Rafael guanyà el 1923 i per oposició el càrrec de director de l'Hospital de Santa Tecla, de Tarragona, que sota la seva direcció passà de ser un asil de beneficència a convertir-se en un hospital modern i ben equipat.
Identificat ja des de la seva etapa d'estudiant amb el catalanisme polític, el 1922 ell i el seu germà Rafael ingressaren a Acció Catalana. A mitjan anys vint presidí el Casal Català de Gràcia. Va ser dels impulsors d'Acció Catalana Republicana, com a organització separada d'Acció Catalana, i el 1930 formà part del seu consell central i de la comissió d'organització i propaganda. Col·laborà a La Nau, periòdic dirigit per Antoni Rovira i Virgili. A principis de 1931, es desmarcà del procés de confluència entre ACR i l'organització de la qual provenia i acabà marxant del partit. Integrat a Estat Català, el març de 1931 va ser un dels secretaris de la mesa de la Conferència d'Esquerres de la qual sortí Esquerra Republicana de Catalunya.

### Actuació durant la República i la Guerra Civil (1931-1939)
Orador molt actiu en actes polítics del nou partit, a les eleccions municipals de l'abril següent fou candidat en les llistes d'Esquerra i la Unió Socialista de Catalunya pel districte tercer de Barcelona, però no obtingué l'elecció. A les eleccions indirectes de maig-juny per a formar la Diputació Provisional de la Generalitat de Catalunya, va ser elegit diputat per Barcelona en les llistes d'Esquerra. A la Diputació, formà part de les comissions d'Economia i Treball i de Sanitat i Assistència Social.
Refusà de concórrer a les següents eleccions, les generals espanyoles de juny del mateix any, però en canvi acceptà de participar en la candidatura d'Esquerra a les eleccions de novembre de 1932, per a constituir el Parlament de Catalunya, i obtingué l'elecció per Barcelona-ciutat. Com a diputat, fou membre de diverses comissions permanents (Presidència, Governació i Sanitat, Govern Interior, Sanitat i Assistència Social), de la Comissió Especial d'Actes i membre suplent de la Diputació Permanent. Destacà pel seu treball com a membre de la comissió parlamentària i com a orador en lleis de l'àmbit sanitari: la Llei de salinitat de les aigües, aprovada l'agost 1933 i que regulava els abocaments de residus en els corrents públics d'aigües; la Llei de coordinació i control sanitaris públics, aprovada el juny de 1934 i que posava els fonaments per a una major eficàcia del sistema sanitari; i la Llei de sanejament de poblacions, aprovada el juny de 1936 i que preveia millores sanitàries i higièniques en el teixit urbà insalubre.
Tingué un paper destacat en la direcció d'Esquerra. Fou dirigent de l'Ateneu Nacionalista Republicà de la Bonanova i president del Casal d'Esquerra Estat Català de Gràcia, vicepresident de la Federació de Barcelona d'Esquerra i membre del Comitè Executiu del partit. En el I Congrés Nacional Ordinari d'Esquerra, de febrer de 1932, fou secretari de la ponència de Sanitat. Col·laborà a La Humanitat, L'Opinió, La Nau i La Campana de Gràcia. Molt proper al president Macià, l'acompanyà en diversos actes oficials.
Va ser membre de la junta de govern de les Cases de Caritat i de Maternitat de Barcelona i també del Patronat de l'Institut d'Assistència Social de Barcelona (1933-34), fins que fou destituït arran dels fets d'octubre de 1934. Després del parèntesi institucional provocat per aquests, l'abril de 1936 va ser nomenat vocal del Comitè Central del "Segell Pro Infància", l'organisme d'assistència social que amb els ingressos procedents de la venda d'aquests segells impulsava actuacions en l'àmbit de la sanitat infantil.
Iniciada la Guerra Civil, representà la Generalitat en les emissores de ràdio confiscades i passà a presidir el "Segell Pro Infància". El 1937 guanyà l'oposició a director de l'Hospital General de Catalunya (l'Hospital de la Santa Creu i Sant Pau) i prengué possessió del càrrec a principis de 1938, amb el doctor Armendares com a president del consell administratiu. Fou també membre de la Comissió de Govern Interior del Parlament.
Durant la guerra, els seus fills estigueren a Cabrils, a casa dels oncles. Cap al final de la guerra tingué seriosos problemes de salut. En el darrer moment, emprengué el camí de França, sense la família.

### L'exili (1939-1946)
Inicià el seu exili al camp de concentració del Voló. En ser soci corresponsal de la Societé Languedocienne de Médicine, va ser nomenat director d'un petit hospital creat a Seta per a l'atenció de refugiats malalts. Mentre, les noves autoritats de Cabrils negaren la cartilla de racionament a l'esposa i els fills, per la qual cosa retornaren a Barcelona. La consulta de Battestini del carrer Villarroel va ser confiscada, incloent els aparells mèdics. D'altra banda, el seu germà Rafael va ser jutjat en un consell de guerra, condemnat a mort i afusellat a Tarragona, l'abril de 1939.
Un cop tancat l'hospital de Seta, Battestini s'instal·là a Montpeller, compartint pis amb altres exiliats catalans. A la tardor de 1940, l'esposa i els fills es reuniren amb ell. Acabada la Segona Guerra Mundial, va treballar com a lector d'espanyol a la Facultat de Lletres de la Universitat de Montpeller. Refusà un oferiment del Govern mexicà d'instal·lar-se en aquell país i de ser cap de serveis d'un hospital mexicà. El 1945 va ser un dels metges catalans exiliats que fundà a Tolosa l'Agrupament de Metges Catalans Pro-Renovació de la Medicina.

### El retorn i la nova etapa a Barcelona (1946-1981)
L'estiu de 1946 la família pogué tornar a Barcelona. Battestini no va patir condemna, però s'havia de presentar sovint a comissaria. El seu fill Nicolau seguí la carrera d'Enginyeria Industrial, mentre que Rafael feu Medicina. Ell exercí com a metge, tot refent una petita clientela. A finals dels anys cinquanta obtingué una plaça a la Seguretat Social, als serveis del SOE (l'assegurança obligatòria per malaltia), que exercí durant els anys següents. Es jubilà el 1965.
No tingué noves intervencions en la política activa i morí a Barcelona el 1981, als 86 anys. El seu enterrament va ser presidit per Heribert Barrera, president del Parlament de Catalunya.